# Kabinett Tillich II
Das Kabinett Tillich II bildete von 2009 bis 2014 die Staatsregierung des Freistaates Sachsen. Bei der Wahl zum 5. Sächsischen Landtag am 30. August 2009 verdoppelte die FDP ihre Mandatszahl auf 14 Sitze und löste die SPD als kleiner Koalitionspartner der seit 1990 regierenden CDU ab. Zusammen verfügten die Landtagsfraktionen von CDU und FDP über eine Mehrheit von 72 Sitzen gegenüber 60 Sitzen der Opposition aus Die Linke, SPD, Bündnis 90/Die Grünen und NPD.
Stanislaw Tillich, seit 2008 Landesvorsitzender der CDU Sachsen und Regierungschef, wurde in der konstituierenden Sitzung des Sächsischen Landtags am 29. September 2009 mit 69 von 128 abgegebenen Stimmen erneut zum Sächsischen Ministerpräsidenten gewählt. Die weiteren Kandidaten Martin Dulig (SPD) und Johannes Müller (NPD) erhielten 15 bzw. acht Stimmen. Am nächsten Tag wurden die von Tillich ernannten Staatsminister vor dem Landtag vereidigt.
Gemäß Artikel 68 Absatz 2 der Verfassung des Freistaates Sachsen war das Kabinett ab dem Tag der ersten Sitzung des 6. Sächsischen Landtages am 30. September 2014 bis zur Amtsübernahme der neuen Staatsregierung (Kabinett Tillich III) am 13. November 2014 geschäftsführend im Amt.

## Mitglieder der Staatsregierung
| Amt                                                                                | Name                                                                | Partei | Partei      |
| ---------------------------------------------------------------------------------- | ------------------------------------------------------------------- | ------ | ----------- |
| Ministerpräsident                                                                  | Stanislaw Tillich                                                   |        | CDU         |
| Stellvertreter des Ministerpräsidenten                                             | Sven Morlok                                                         |        | FDP         |
| Staatsminister des Innern                                                          | Markus Ulbig                                                        |        | CDU         |
| Staatsminister der Finanzen                                                        | Georg Unland                                                        |        | CDU 1       |
| Staatsminister der Justiz und für Europa                                           | Jürgen Martens                                                      |        | FDP         |
| Staatsminister für Kultus und Sport; ab 22. März 2012: Staatsministerin für Kultus | Roland Wöller (bis 21. März 2012) Brunhild Kurth (ab 22. März 2012) |        | CDU 2       |
| Staatsministerin für Wissenschaft und Kunst                                        | Sabine von Schorlemer                                               |        | parteilos 3 |
| Staatsminister für Wirtschaft, Arbeit und Verkehr                                  | Sven Morlok                                                         |        | FDP         |
| Staatsministerin für Soziales und Verbraucherschutz                                | Christine Clauß                                                     |        | CDU         |
| Staatsminister für Umwelt und Landwirtschaft                                       | Frank Kupfer                                                        |        | CDU         |
| Staatsminister und Chef der Staatskanzlei                                          | Johannes Beermann                                                   |        | CDU         |

## Sächsische Staatsministerien und Staatssekretäre
Die Staatssekretäre sind die obersten Beamten des Freistaates Sachsen. Sie fungieren als Amtschefs der Staatsministerien und ständige Vertreter der Staatsminister.
| Staatskanzlei und Staatsministerien                                                                            | Staatssekretär                                                            |
| --- | ------------------------------------------------------------------------- |
| Sächsische Staatskanzlei                                                                                       | Erhard Weimann Bevollmächtigter des Freistaates Sachsen beim Bund         |
| Sächsisches Staatsministerium des Innern                                                                       | Michael Wilhelm                                                           |
| Sächsisches Staatsministerium der Finanzen                                                                     | Wolfgang Voß (bis Dezember 2010) Hansjörg König (ab 8. Dezember 2010)     |
| Sächsisches Staatsministerium der Justiz und für Europa                                                        | Wilfried Bernhardt (ab 1. Dezember 2009)                                  |
| Sächsisches Staatsministerium für Kultus und Sport; ab 22. März 2012: Sächsisches Staatsministerium für Kultus | Jürgen Staupe (bis 20. März 2012) Herbert Wolff (ab 21. März 2012)        |
| Sächsisches Staatsministerium für Wissenschaft und Kunst                                                       | Hansjörg König (bis 8. Dezember 2010) Henry Hasenpflug (ab Dezember 2010) |
| Sächsisches Staatsministerium für Wirtschaft, Arbeit und Verkehr                                               | Hartmut Fiedler (ab 6. Oktober 2009) Roland Werner (ab 1. Dezember 2009)  |
| Sächsisches Staatsministerium für Soziales und Verbraucherschutz                                               | Andrea Fischer                                                            |
| Sächsisches Staatsministerium für Umwelt und Landwirtschaft                                                    | Herbert Wolff (2010 bis 20. März 2012) Fritz Jaeckel (ab 21. März 2012)   |